# Кукрузе
Кукрузе (эст. Kukruse) — в настоящее время один из городских районов эстонского города Кохтла-Ярве, расположенный между построенным в сталинском архитектурном стиле Соцгородом и Йыхви, в 3 км к северо-западу от последнего.
Поселение сформировалось после 1916 г., когда в Кукрузе стали добывать сланец. В 1987 г. в Кукрузе проживало 1200 человек. К 2021 г. число жителей уменьшилось до 496 человек.  
В настоящее время шахта Кукрузе закрыта и о добыче сланца напоминает лишь терриконик на обочине у шоссе Санкт-Петербург – Таллин.
В Кукрузе расположены музей сланца и Кохтла-Ярвеское отделение Таллинского института здравоохранения.

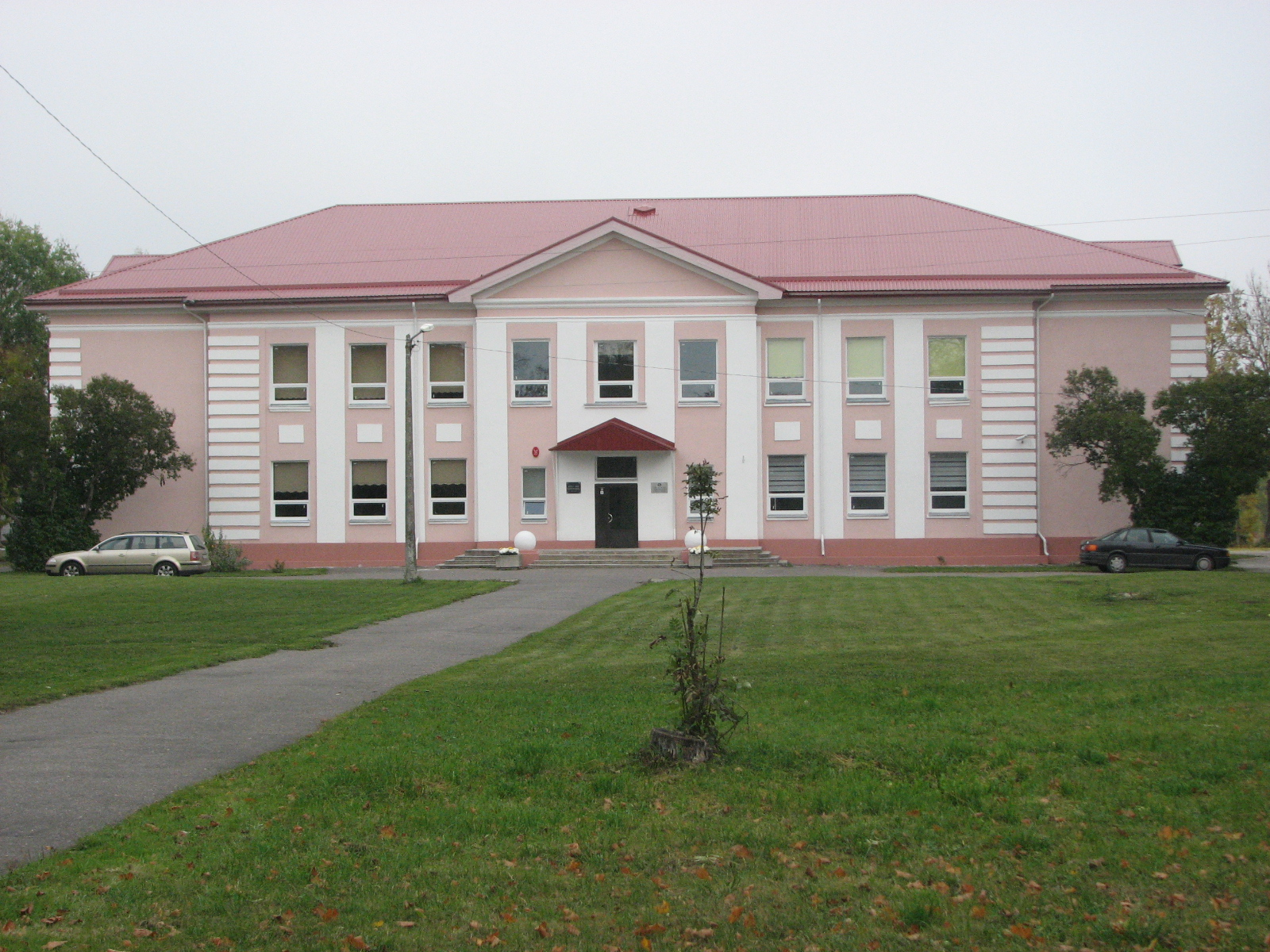
Кохтла-Ярвеское отделение ТИЗ

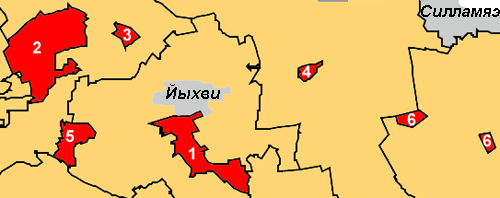
Кукрузе, номер 3 на карте районов города Кохтла-Ярве.
В середине самостоятельный город Йыхви, верхнем правом углу город Силламяэ.